# Pierre Petiteau
Pierre Petiteau (ur. 14 maja 1899 w La Réole, zm. 9 kwietnia 1974 w Bordeaux) – francuski rugbysta grający na pozycji młynarza, olimpijczyk, zdobywca srebrnego medalu w turnieju rugby union na Letnich Igrzyskach Olimpijskich w 1920 roku w Antwerpii.

## Kariera sportowa
W trakcie kariery sportowej reprezentował kluby Stade bordelais, Racing Club de France oraz FC Auch Gers. Jego największym sukcesem klubowym był występ w finale mistrzostw Francji z Racing Club de France w 1920 roku.
Z reprezentacją Francji uczestniczył w turnieju rugby union na Letnich Igrzyskach Olimpijskich 1920. W rozegranym 5 września 1920 roku na Stadionie Olimpijskim spotkaniu Francuzi ulegli reprezentacji USA 0:8. Jako że był to jedyny mecz rozegrany podczas tych zawodów, oznaczało to zdobycie przez nich srebrnego medalu.